# Rozrusznik rezystorowy
Rozrusznik rezystorowy (ang. rheostatic starter) – przełącznik rozruchowy wykorzystujący jeden lub większą liczbę rezystorów dla osiągnięcia w czasie rozruchu zadanych wartości momentu obrotowego silnika i ograniczenia wartości prądu rozruchowego.